# Bièvre (Belgique)
Pour les articles homonymes, voir Bièvre.
Bièvre (en wallon Bîve) est une commune francophone de Belgique située en Région wallonne dans la province de Namur, entre Bouillon et Beauraing, ainsi qu'une localité où siège son administration.
La commune de Bièvre comprend les villages de Baillamont, Bellefontaine, Bièvre, Cornimont, Graide, Graide-Station, Gros-Fays, Monceau-en-Ardenne, Naomé, Oizy, Petit-Fays et Six-Planes.
La commune a pour particularité d'avoir eu le 1er janvier 2001 le bourgmestre le plus jeune de Belgique : David Clarinval a en effet été nommé par le roi à l’âge de 24 ans.

## Toponymie
Bièvre signifie castor en wallon. Cet animal, considéré comme « ingénieur de la nature » en raison de son ingéniosité et de sa maîtrise des travaux hydrauliques, figure sur le blason de la commune.
Des variantes (« castor » se dit bever en néerlandais et Biber en allemand) de cette appellation ont donné d'autres toponymes, tels Beveren, Biévène ou Bévercé.

## Géographie
Bièvre se situe dans le Sud de la province de Namur et est limitrophe avec la province de Luxembourg sur toute sa moitié orientale.
C'est une commune relativement peu peuplée pour ce pays, avec 3 215 habitants au 1er janvier 2015, 1 606 hommes et 1 609 femmes, mais qui couvre un territoire plus vaste que la moyenne en Belgique (10 959 hectares). Ce qui donne une densité de population de 29,34 habitants/km2.

### Sections
| #  | Nom                | Superficie. (km²) | Habitants (2020) | Habitants par km² | Code INS   |
| -- | ------------------ | ----------------- | ---------------- | ----------------- | ---------- |
| 1  | Bièvre             | 21,36             | 1.118            | 52                | 91015A     |
| 2  | Graide             | 20,86             | 803              | 38                | 91015B     |
| 3  | Naomé              | 13,04             | 337              | 26                | 91015C     |
| 4  | Oizy               | 8,63              | 172              | 20                | 91015D0    |
| 5  | Baillamont         | 8,46              | 169              | 20                | 91015D1    |
| 6  | Cornimont          | 5,87              | 39               | 7                 | 91015D2    |
| 7  | Gros-Fays          | 8,88              | 185              | 21                | 91015D3-D4 |
| 8  | Monceau-en-Ardenne | 7,76              | 253              | 33                | 91015E0    |
| 9  | Petit-Fays         | 7,54              | 176              | 23                | 91015E1    |
| 10 | Bellefontaine      | 7,15              | 109              | 15                | 91015E2    |

### Communes limitrophes
| Gedinne           | Daverdisse |          |
|                   | Bièvre     | Paliseul |
| Vresse-sur-Semois |            | Bouillon |

## Évolution du chiffre de population

### Démographie: Avant la fusion des communes
- Source: DGS recensements population

### Démographie: Commune fusionnée
En tenant compte des anciennes communes entraînées dans la fusion de communes de 1977, on peut dresser l'évolution suivante:
Les chiffres des années 1831 à 1970 tiennent compte des chiffres des anciennes communes fusionnées.
- Source: DGS , de 1831 à 1981=recensements population; à partir de 1990 = nombre d'habitants chaque 1 janvier[4]

## Histoire
La commune est née des défrichements de l'ancienne « forêt d'Ardenne », citée par Jules César et de nombreux auteurs de l'Antiquité et du Haut Moyen Âge, peut-être autour de clairières faites par les castors qui ont donné leur nom à la commune.
Le plus ancien document mentionnant Bièvre date de 770, à l'époque de Pépin le Bref. C'est la charte du Wandelaicus mansus. Entre Bièvre et Haut-Fays, au XIIIe siècle, se trouvait le village de « Prâjî », avec un fort, une église et un moulin, fondé par les moines de Mouzon (Ardennes françaises).
Le premier des d'Orchymont qui fut seigneur de Bièvre fut Nicolas d'Orchymont (1500), membre du Noble-État de Luxembourg. Le dernier, trois siècles plus tard, fut Jean-Joseph d'Orchymont. La Révolution française mit fin à la seigneurie, mais pas à la famille, qui est toujours présente à Bièvre et dans la région.

### Première Guerre mondiale
Le 23 août 1914, de rudes combats opposèrent les Allemands, qui venaient de Haut-Fays et les Français, qui venaient d'Orchimont. Les morts de cette bataille, au nombre de plusieurs centaines, furent d'abord enterrés sur place, puis ramenés, en 1917, au cimetière du lieu-dit « Borbouze », à la gare de Graide, puis, en 1932 au grand cimetière militaire de Maissin.
Le village eut en outre à déplorer 17 civils fusillés et l'incendie de 72 maisons. Les unités mises en cause sont les 28e, 29e, 68e, 69e RI -Régiment d'Infanterie- et le 8e RC -Régiment de Cavalerie-.

## Héraldique
|  | La commune possède des armoiries qui lui ont été octroyées le 30 avril 1999. Elles montrent un castor au-dessus d’une rivière indiquant que les castors ont été réintroduits dans la région dans les années 1990. Blasonnement : D'or à un castor au naturel, à la champagrc ondée d'azur, chargée de deux fasces également ondées, d'argent. - Arrêté royal : 30 avril 1999 Source du blasonnement : Armorial des communes de la province de Namur. |

## Politique

### Conseil et collège communal 2024-2030
Ci-dessous, le tableau des résultats des élections communales de 2024.
| Parti | Parti | Voix (2024) | Voix (2018) | % (2024) | % (2018) | +/-   | Sièges  | +/- | Collège |
| ----- | ----- | ----------- | ----------- | -------- | -------- | ----- | ------- | --- | ------- |
|       | EPV   | 2.256       | 2.272       | 100,00%  | 100,00%  | 0.0 % | 13 / 13 | 0.0 | Oui     |
| Total | Total | 2 256       | 2 272       | 100 %    | 100 %    |       | 13      |     |         |

| Collège communal    |                 |          |
| ------------------- | --------------- | -------- |
| Bourgmestre Empêché | David Clarinval | MR - EPV |
| Bourgmestre ff      | Michaël Modave  | EPV      |
| 1er Échevin         | Thierry Léonet  | PS - EPV |
| 2e Échevin          | Julien Martin   | EPV      |
| 3e Échevine         | Annie Martin    | MR - EPV |
| Présidente du CPAS  | Vinciane Rolin  | MR - EPV |

### Liste des bourgmestres de 1830 à aujourd'hui
- David Clarinval, de 2007 à aujourd'hui, (MR).

### Jumelages
La commune fait partie de la Charte des Communes Rurales d'Europe qui comprend une entité par État membre de l’Union européenne, soit 27 autres communes, :
- Hepstedt (Allemagne)
- Lassee (Autriche)
- Slivo pole (Bulgarie)
- Léfkara (Chypre)
- Tisno (Croatie)
- Næstved (Danemark)
- Bienvenida (Espagne)
- Põlva (Estonie)
- Kannus (Finlande)
- Cissé (France)
- Kolindros (Grèce)
- Nagycenk (Hongrie)
- Cashel (Irlande)
- Bucine (Italie)
- Kandava (Lettonie)
- Žagarė (Lituanie)
- Troisvierges (Luxembourg)
- Nadur (Malte)
- Esch (Pays-Bas)
- Strzyżów (Pologne)
- Samuel (Portugal)
- Starý Poddvorov (Tchéquie)
- Ibănești (Roumanie)
- Desborough (Royaume-Uni)
- Medzev (Slovaquie)
- Moravče (Slovénie)
- Ockelbo (Suède)

## Patrimoine et culture

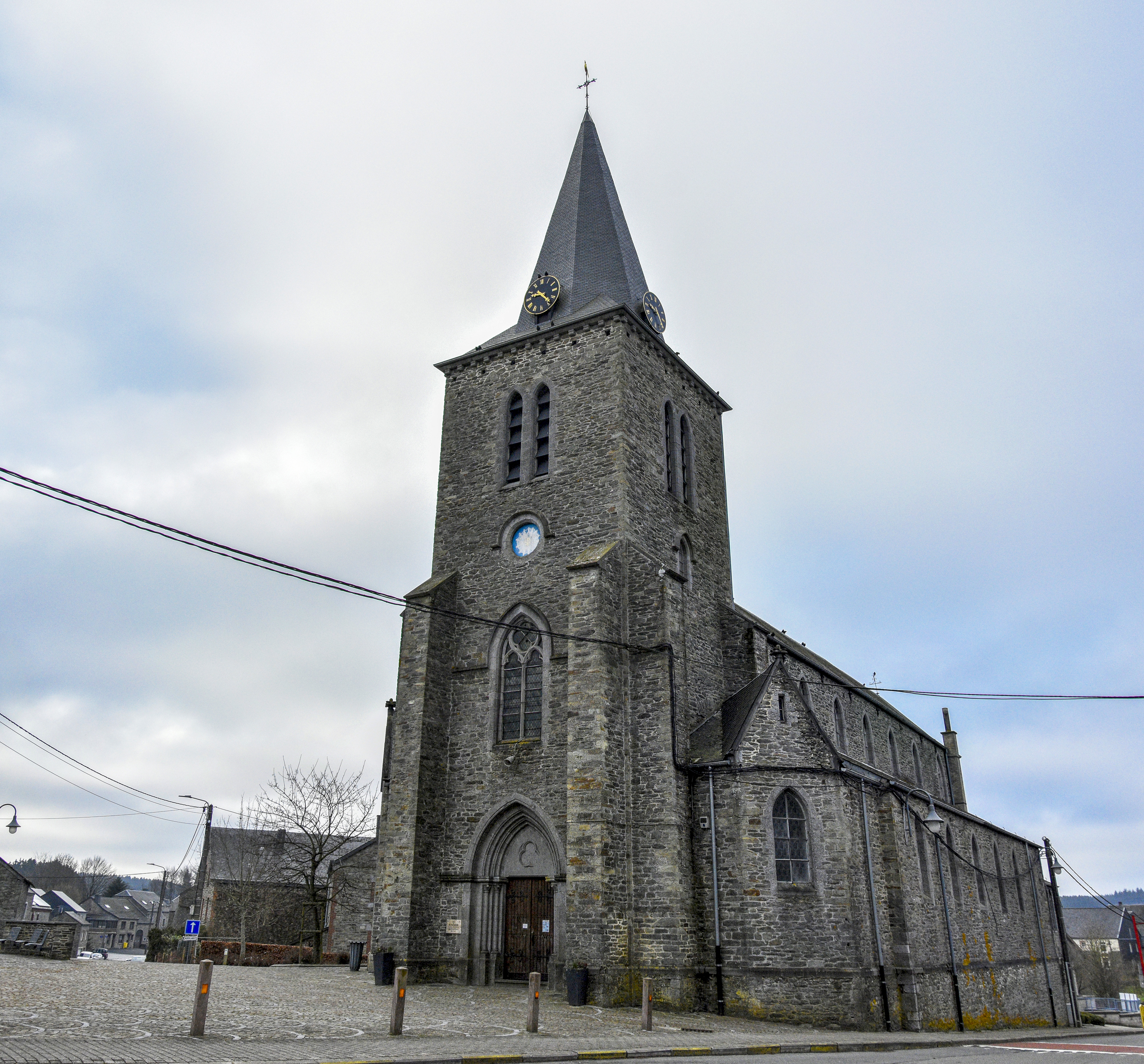
Église Saint-Hubert.

## Économie
Cette commune autrefois rurale et forestière a développé deux pôles économiques : l’industrie forestière (culture et vente de sapins de Noël en particulier) et, d’autre part, deux zonings industriels l'un plutôt artisanal et l'autre, industriel, groupant environ 150 emplois (vers 2000) autour du travail des métaux et charpentes métalliques, des camions et matériels agricoles, du bois et du plastique…